# Petinha-marítima

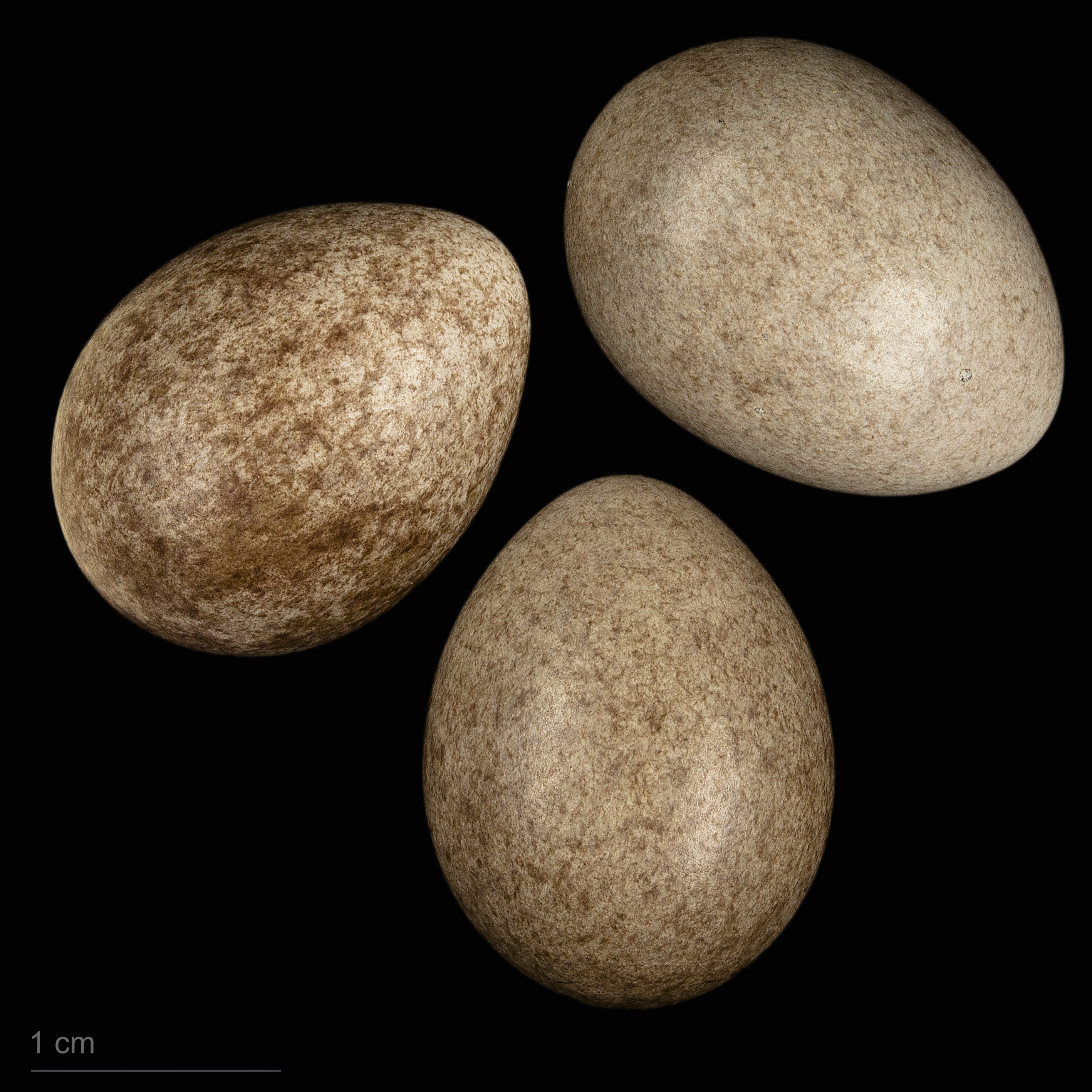
Anthus petrosus - MHNT

Petinha-marítima (Anthus petrosus) é uma pequena ave pertencente à família Motacillidae. É bastante parecida com a petinha-ribeirinha, da qual se distingue pelas rectrizes exteriores cinzentas e não brancas.
Esta petinha ocorre em Portugal durante o Inverno, em números muito reduzidos. Ocorre principalmente junto ao mar, em troços da costa rochosa.